# 雷登桑
雷登桑是巴西塞阿拉州的一个市镇。总面积225.626平方公里，总人口25440人，人口密度112.8人/平方公里。